# Vüqar Həşimov (klub szachowy)
Vüqar Həşimov – azerski klub szachowy.

## Historia
Klub został założony w 2019 roku przez Fundację Vüqara Həşimova. W tym samym roku klub zadebiutował w Pucharze Europy. Zespół wygrał wówczas z CE Fontainois, ŽŠK Maribor, Primorskim rajonem, Mołodiożką Tiumeń i Rapidem Feffernitz, natomiast przegrał z Obiettivo Risarcimento Padova i AVE Nový Bor. W klasyfikacji końcowej pucharu klub zajął piąte miejsce. W sezonie 2021 klub zajął trzecie miejsce w Pucharze Europy, ulegając jedynie Miednemu Wsadnikowi Petersburg i AVE Nový Bor. Azerski zespół wygrał wówczas z Gonzaga Chess Club, Perfectem, Asnières – Le Grand Échiquier, Slovenem Ruma i Alkaloidem Skopje, zremisował z CA Silla, natomiast przegrał z Beer Sheva Chess Club. Skład drużyny stanowili wówczas Rauf Məmmədov, Kiriłł Szewczenko, Vüqar Əsədli, Aydın Süleymanlı, Ülvi Sadıxov, Əhməd Əhmədzadə, Murad İbrahimli i Anar Allahverdiyev. Sezon 2022 zespół zakończył na dziesiątym miejscu w europejskich rozgrywkach (zwycięstwa z Grantham Sharks, Stockholms SS, SK Rockaden Stockholm, Moravską Slavią Brno i SG Riehen oraz przegrane z CSU ASE Bukareszt i SC Viernheim). W 2023 roku Vüqar Həşimov wygrał z Celtic Tigers, Gambitem Skopje, SV Paul Keres i Werderem Brema, zremisował z C’Chartres Échecs, natomiast przegrał z SuperChess Club i 1. Novoborským ŠK; w klasyfikacji uzyskano osiemnastą pozycję. W sezonie 2024 klub zajął trzynaste miejsce w Pucharze Europy, wygrywając spotkania z SOSS, Lunds ASK, SG Riehen, Etude Chess Club i ŠK Nitra oraz przegrywając z SuperChess Club i Bayegan Pendik Satranç SK.

## Arcymistrzowie w historii klubu
- Əhməd Əhmədzadə[8]
- Vüqar Əsədli[9]
- Misrətdin İsgəndərov[10]
- Rauf Məmmədov[9]
- Abdulla Qədimbəyli[11]
- Ülvi Sadıxov[9]
- Aydın Süleymanlı[4]
- Kiriłł Szewczenko[4]